# 臺北市萬華區老松國民小學
25°02′17″N 121°30′10″E / 25.038043°N 121.502751°E

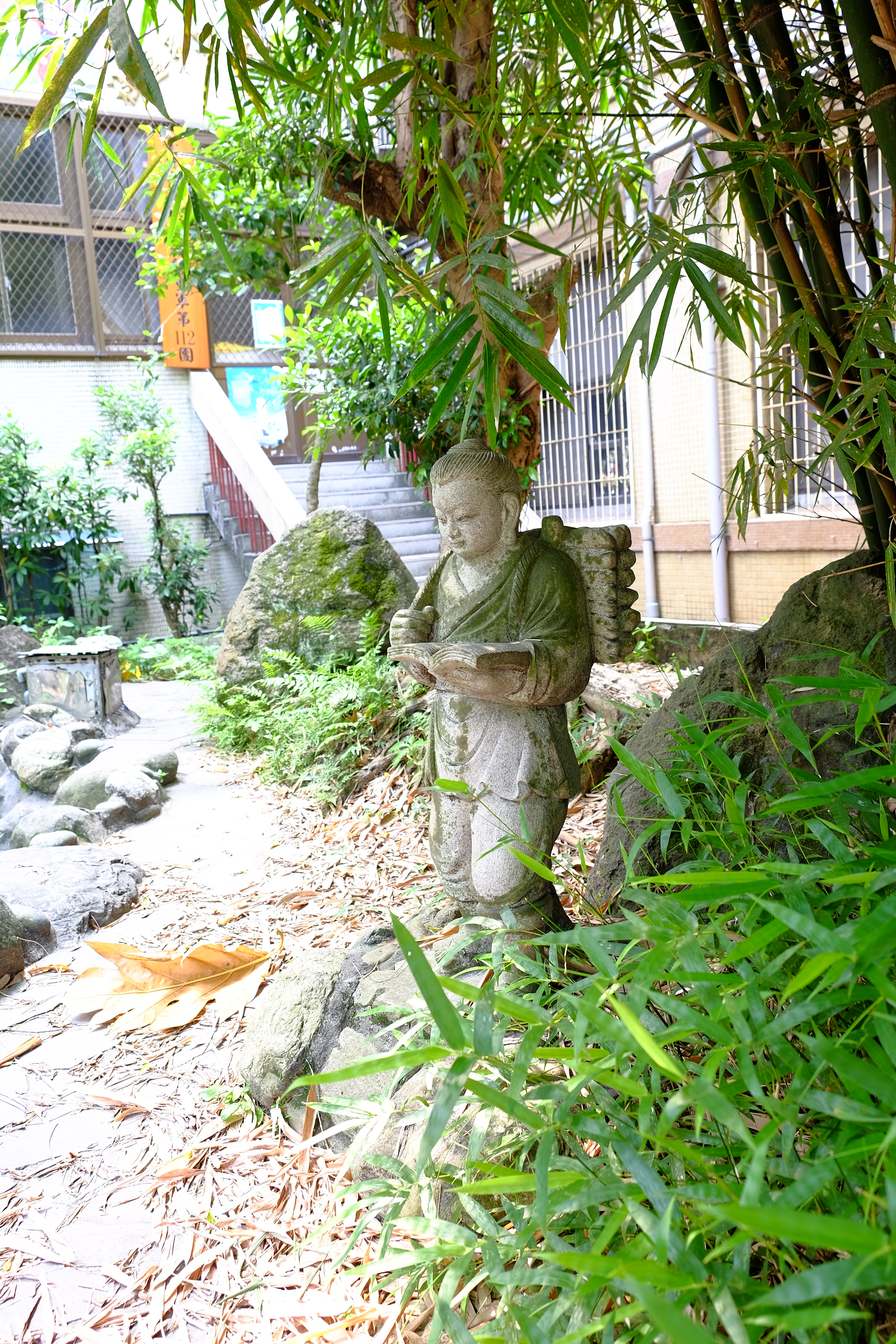
老松國小二宮尊德像

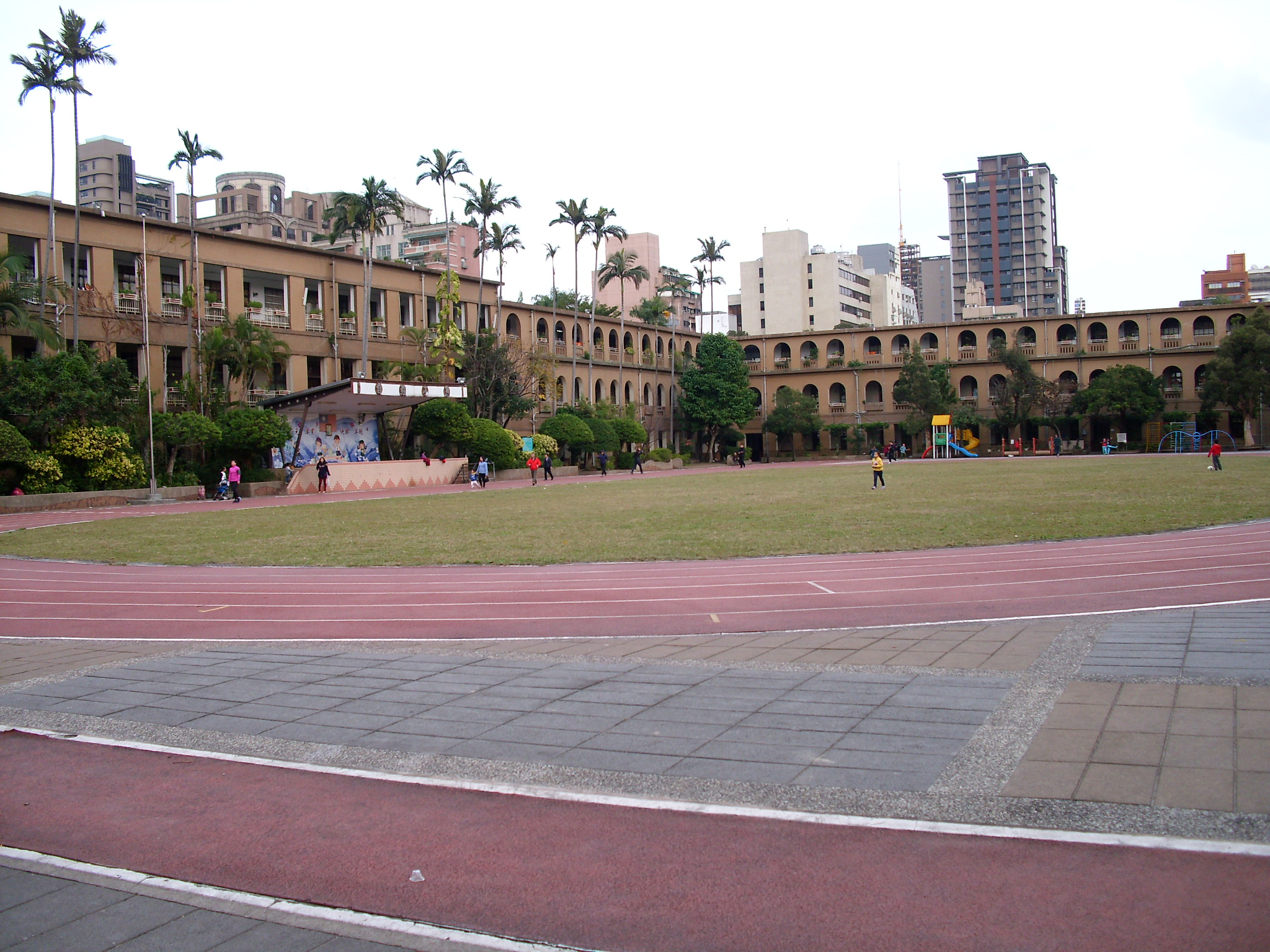
操場及指定為古蹟的校舍

臺北市萬華區老松國民小學（簡稱老松國小）是位於臺灣臺北市萬華區桂林路64號的公立國民小學，曾是世界最众小学生纪录达万人，鄰近艋舺龍山寺、艋舺祖師廟。原校地的一部份剝皮寮歷史街區已另設立臺北市鄉土教育中心。老松國小的校舍改建於1920年時，由於設計古樸幽雅，已於1999年時獲公告而成為臺北市的指定古蹟建築之一。

## 校史

### 日治時期
- 明治29年（1896年）5月21日：台灣總督府「國語學校第二附屬學校」創立，校址於艋舺學海書院內，同年11月開始授課。
- 明治31年（1898年）8月16日：國語學校第一附屬學校獨立為八芝蘭公學校（今士林國小），第二附屬學校因此改稱「國語學校第一附屬學校」。
- 明治36年（1903年）4月1日：在艋舺龍山寺設置女學生專用的分教場。
- 明治39年（1907年）1月：改為「艋舺公學校」，校址移至現址（蓮花池畔），分教場亦裁撤；同年5月，改為「國語學校附屬代用艋舺公學校」；同年該校與大稻埕公學校（今臺北市立太平國民小學）因意見不同而發生多次衝突，直到大正9年（西元1920年）才結束。
- 明治43年（1910年）5月7日：改為「國語學校附屬公學校」。
- 大正7年（1918年）：舊校舍毀於蟻蝕。
- 大正8年（1919年）4月1日，改為「臺北師範學校代用艋舺第一公學校」
- 大正9年（1920年）：校舍改建為現貌。
- 大正11年（1922年）5月14日：改為台北市立「老松公學校」。
- 大正13年（1924年）9月1日：改為「臺北師範學校附屬公學校」。
- 昭和2年（1927年）5月13日：獨立為「老松公學校」。
- 昭和16年（1941年）4月1日：改制為「老松國民學校」，地址為台北市老松町三丁目21番地。

### 戰後
- 昭和20年；民國34年（1945年）10月25日：改稱「臺北市龍山區老松國民學校」。
- 民國35年（1946年）7月：成立「臺北市老松初級中學」，校長由國民學校校長兼任。
- 民國36年（1947年）7月：「老松初中」改稱「臺北市立老松商業職業學校」（今臺北市立華江高級中學）。
- 民國55年（1966年）9月：全校計158班，學生數達11,110人，創班級數和學生數全球最高紀錄（但其後班級數遭到臺北縣板橋市後埔國民小學及臺北縣永和市秀朗國民小學超越）。[2]
- 民國57年（1968年）12月25日：政府實施九年國民教育，改稱「臺北市龍山區老松國民小學」。
- 民國67年（1978年）8月：附設「臺北市龍山區老松國民小學補習學校」創立，原「民眾補習班」廢止。
- 民國79年（1990年）3月22日：行政區域變更，改稱「臺北市萬華區老松國民小學」。
- 民國99年（2010年）4月校門開始改建，同年8月30日校門改建完成。
- 民國105年(2016年)，老松國小桂林路圍牆暨校門口地坪整修工程完成。
- 民國106年（2017年）：学生人数减至452人。[3]

## 校訓
- 自強不息

## 歷任校長
- 日治時期
  - 町田則文 明治29年（1896年）5月
  - 本田嘉種 明治32年（1899年）4月代理校長
  - 田中敬一 明治33年（1900年）6月
  - 持地六三郎 明治38年（1905年）9月代理校長
  - 本莊太一郎 明治39年（1906年）5月
  - 限木繁吉 明治43年（1910年）2月
  - 太山秀穗 大正8年（1919年）6月
  - 志保田錐吉 大正11年（1922年）5月
  - 下川高次郎 昭和2年（1927年）5月
  - 小宮山信二邸 昭和3年（1928年）3月
  - 龜岡不二生  昭和14年（1939年）6月

- 戰後
  - 第一任 鍾文修  昭和20年；民國34年（1945年）10月25日至民國40年（1951年）8月間
  - 第二任 周家樹 民國40年（1951年）8月至民國41年（1952年）7月間
  - 第三任 楊增煥 民國41年（1952年）8月至民國58年（1969年）7月間
  - 第四任 張郭水 民國58年（1969年）8月至民國65年（1976年）7月間
  - 第五任 簡勝卿 民國65年（1976年）8月至民國76年（1987年）7月間
  - 第六任 林樹根 民國76年（1987年）8月至民國81年（1992年）7月間
  - 第七任 廖文隆 民國81年（1992年）8月至民國86年（1997年）7月間
  - 第八任 呂昭清  民國86年（1997年）8月至民國89年（2000年）7月間
  - 第九任 劉曾菊 民國89年（2000年）8月至民國98年（2009年）7月間
  - 第十任 簡邑容 民國98年（2009年）8月至民國104年（2015年）7月間
  - 第十一任 林明助 民國104年（2015年）8月至民國111年（2022年）7月間
  - 現任校長 黎季昊 民國111年（2022年）8月迄今

## 外部連結
- 老松國小 （页面存档备份，存于）